# Grande Prêmio da Bélgica de 2013
O Grande Prêmio da Bélgica de 2013 é a 11ª corrida da Temporada de Fórmula 1 de 2013. A prova foi realizada no dia 25 de agosto de 2013 no clássico circuito de Spa-Francorchamps e contou pontos normalmente para a temporada. Essa foi a 46ª vez em que o circuito sediou um GP de Fórmula 1 (desde 1950).
Durante a qualificação chovia e parava, algo parecido com a versão de 1994. Com isso, carros de equipes pequenas, como a Marussia, passaram para a 2ª parte da qualificação. Outro susto foi o do piloto Paul di Resta, da Force India, na última parte. Ele fez um tempo muito bom, antes de a chuva começar de novo, e estava com a pole praticamente garantida, com Felipe Massa em 2º. Mas a chuva, traiçoeira como sempre, parou e a pista melhorou rapidamente, fazendo com que Lewis Hamilton superasse o tempo de di Resta e fizesse a pole. No final, di Resta ficou em 5º e Massa ficou em último, no 10º posto.

## Classificação

### Treino classificatório
| Pos                 | Nº | Piloto              | Equipe               | Q1       | Q2       | Q3       | Voltas |
| ------------------- | -- | ------------------- | -------------------- | -------- | -------- | -------- | ------ |
| 1                   | 10 | Lewis Hamilton      | Mercedes             | 2:00.368 | 1:49.067 | 2:01.012 | 1      |
| 2                   | 1  | Sebastian Vettel    | Red Bull-Renault     | 2:01.863 | 1:48.646 | 2:01.200 | 2      |
| 3                   | 2  | Mark Webber         | Red Bull-Renault     | 2:01.597 | 1:48.641 | 2:01.325 | 3      |
| 4                   | 9  | Nico Rosberg        | Mercedes             | 2:01.099 | 1.48:552 | 2:02.251 | 4      |
| 5                   | 14 | Paul di Resta       | Force India-Mercedes | 2:02.338 | 1:48.925 | 2:02.332 | 5      |
| 6                   | 5  | Jenson Button       | McLaren-Mercedes     | 2:01.301 | 1:48.641 | 2:03.075 | 6      |
| 7                   | 8  | Romain Grosjean     | Lotus-Renault        | 2:02.476 | 1:48.649 | 2:03.081 | 7      |
| 8                   | 7  | Kimi Räikkönen      | Lotus-Renault        | 2:01.151 | 1.48:296 | 2:03.390 | 8      |
| 9                   | 3  | Fernando Alonso     | Ferrari              | 2:00.190 | 1.48:309 | 2:03.482 | 9      |
| 10                  | 4  | Felipe Massa        | Ferrari              | 2:01.462 | 1:49.020 | 2:04.059 | 10     |
| 11                  | 11 | Nico Hülkenberg     | Sauber-Ferrari       | 2:01.712 | 1:49.088 |          | 11     |
| 12                  | 15 | Adrian Sutil        | Force India-Mercedes | 2:02.749 | 1:49.103 |          | 12     |
| 13                  | 6  | Sergio Pérez        | McLaren-Mercedes     | 2:02.425 | 1:49.304 |          | 13     |
| 14                  | 21 | Giedo van der Garde | Caterham-Renault     | 2:00.564 | 1:52.036 |          | 14     |
| 15                  | 22 | Jules Bianchi       | Marussia-Cosworth    | 2:02.110 | 1:52.563 |          | 15     |
| 16                  | 23 | Max Chilton         | Marussia-Cosworth    | 2:02.948 | 1:52.762 |          | 16     |
| 17                  | 16 | Pastor Maldonado    | Williams-Renault     | 2:03.072 |          |          | 17     |
| 18                  | 18 | Jean-Éric Vergne    | Toro Rosso-Ferrari   | 2:03.300 |          |          | 18     |
| 19                  | 19 | Daniel Ricciardo    | Toro Rosso-Ferrari   | 2:03.317 |          |          | 19     |
| 20                  | 17 | Valtteri Bottas     | Williams-Renault     | 2:03.432 |          |          | 20     |
| 21                  | 12 | Esteban Gutiérrez   | Sauber-Ferrari       | 2:04.324 |          |          | 21     |
| 22                  | 20 | Charles Pic         | Caterham-Renault     | 2:07.384 |          |          | 22     |
| 107% tempo:2:08.603 |    |                     |                      |          |          |          |        |
| Fonte:              |    |                     |                      |          |          |          |        |

### Corrida
| Pos    | Nº | Piloto              | Equipe               | Voltas | Tempo/Abandono | Grid | Pontos |
| ------ | -- | ------------------- | -------------------- | ------ | -------------- | ---- | ------ |
| 1      | 1  | Sebastian Vettel    | Red Bull-Renault     | 44     | 1:23:42.196    | 2    | 25     |
| 2      | 3  | Fernando Alonso     | Ferrari              | 44     | +16.8          | 9    | 18     |
| 3      | 10 | Lewis Hamilton      | Mercedes             | 44     | +27.7          | 1    | 15     |
| 4      | 9  | Nico Rosberg        | Mercedes             | 44     | +29.8          | 4    | 12     |
| 5      | 2  | Mark Webber         | Red Bull-Renault     | 44     | +33.8          | 3    | 10     |
| 6      | 5  | Jenson Button       | McLaren-Mercedes     | 44     | +40.7          | 6    | 8      |
| 7      | 4  | Felipe Massa        | Ferrari              | 44     | +53.9          | 10   | 6      |
| 8      | 8  | Romain Grosjean     | Lotus-Renault        | 44     | +55.8          | 7    | 4      |
| 9      | 15 | Adrian Sutil        | Force India-Mercedes | 44     | +69.5          | 12   | 2      |
| 10     | 10 | Daniel Ricciardo    | Toro Rosso-Ferrari   | 44     | +73.4          | 19   | 1      |
| 11     | 6  | Sergio Pérez        | McLaren-Mercedes     | 44     | +81.9          | 13   |        |
| 12     | 18 | Jean-Éric Vergne    | Toro Rosso-Ferrari   | 44     | +86.7          | 18   |        |
| 13     | 11 | Nico Hülkenberg     | Sauber-Ferrari       | 44     | +88.2          | 11   |        |
| 14     | 12 | Esteban Gutiérrez   | Sauber-Ferrari       | 44     | +1.00.436      | 21   |        |
| 15     | 17 | Valtteri Bottas     | Williams F1-Renault  | 44     | +1.07.456      | 20   |        |
| 16     | 21 | Giedo van der Garde | Caterham-Renault     | 43     | +1 lap         | 14   |        |
| 17     | 16 | Pastor Maldonado    | Williams F1-Renault  | 43     | +1 lap         | 17   |        |
| 18     | 22 | Jules Bianchi       | Marussia-Cosworth    | 43     | +1 lap         | 15   |        |
| 19     | 23 | Max Chilton         | Marussia-Cosworth    | 42     | +2 laps        | 16   |        |
| Ret    | 14 | Paul di Resta       | Force India–Mercedes | 26     | Collision      | 5    |        |
| Ret    | 7  | Kimi Räikkönen      | Lotus-Renault        | 25     | Brakes         | 8    |        |
| Ret    | 20 | Charles Pic         | Caterham-Renault     | 8      | Oil leak       | 22   |        |
| Fonte: |    |                     |                      |        |                |      |        |